# Kampala (Schiff)
Die Kampala war ein Passagierschiff der britischen British India Steam Navigation Company, das 1947 für den Dienst nach Südafrika und Indien in Dienst gestellt wurde. Das Schiff blieb 24 Jahre lang in Fahrt und wurde 1971 in Taiwan abgewrackt.

## Geschichte
Die Kampala wurde unter der Baunummer 611 bei Alexander Stephen & Sons in Glasgow gebaut und am 11. Dezember 1946 vom Stapel gelassen. Nach der Übergabe an die British India Navigation Company am 29. August 1947 konnte das Schiff im September 1947 im Liniendienst nach Durban und Bombay in Dienst gestellt werden.
1948 wurde mit der Karanja ein baugleiches Schwesterschiff der Kampala in Dienst gestellt. Beide Schiffe basierten auf Schiffskonstruktionen der Vorkriegszeit und waren neben dem Liniendienst nach Südafrika und Indien auch für gelegentliche Fahrten nach Karatschi und Mahé im Einsatz, ehe dort 1971 ein Flughafen gebaut wurde und somit der Schiffsbetrieb nicht mehr rentabel war.
Im selben Jahr wurde die Kampala nach 24 Dienstjahren ausgemustert und zum Abbruch nach Kaohsiung auf Taiwan verkauft, wo sie am 24. Juli 1971 eintraf. Ihr jüngeres Schwesterschiff Karanja blieb noch bis 1988 im Dienst.